# Ocellot
Ocellot és un grup de música català format inicialment per Marc Fernández (veu i guitarra) i Elaine Phelan (sintetitzador). S'han envolat com a quintet, expandits amb baix elèctric, bateria, percussions i efectes electrònics, un format que els permet reproduir en directe el seu pop psicodèlic contemporani. Després d'un extended play de debut homònim i de l'LP Molsa molsa (2013), el 2015 han publicat el segon, Jelly beat. Han actuat a festivals de renom com el Primavera Sound o La Mercè